# Richard Ludwig (Schauspieler)
Richard Adolph Franz Reinhard Ludwig (* 2. März 1881 in Nidda; † 12. Mai 1949 in Berlin) war ein deutscher Schauspieler bei Bühne und Film und ein Theaterregisseur.

## Leben
Der Sohn von Karl Ludwig und seiner Frau Maria, geb. Kreuder, erhielt zur Jahrhundertwende seine künstlerische Ausbildung und begann seine Theaterlaufbahn in der Spielzeit 1901/02 als Volontär am Hoftheater Darmstadt. Nach einer Tournee durch Pommern und Westpreußen ging er 1903 für zwei Spielzeiten an das Stadttheater in Colmar im Elsass. Es folgten bis zum Ausbruch des Ersten Weltkrieges Verpflichtungen, die ihn nach Wiesbaden, Barmen, Detmold (am dortigen Hoftheater 1908/09 auch als Regisseur tätig), Hagen und zuletzt (1912–1914) an das Aachener Stadttheater führten. Bei Ausbruch des Krieges im August 1914 eingezogen, blieb Ludwig mit Ausnahmen bis 1917 dem Kriegsdienst verpflichtet. Seine Rückkehr ins Zivilleben begann in der Spielzeit 1918/19 mit dem Angebot, in Krefeld nicht nur als Schauspieler, sondern erneut als Regisseur zu arbeiten. Seit 1919 war Ludwig nun auch an Berliner Bühnen tätig, etwa dem Lustspielhaus, dem Wallner-Theater, dem Großen Schauspielhaus, dem Englischen Theater, dem Trianon-Theater und dem Internationalen Theater. Seine zunächst letzte Spielzeit brachte ihn 1934/35 an das Theater am Nollendorfplatz, dann wurde er im Oktober 1935 von den Nationalsozialisten aus der Reichstheaterkammer ausgeschlossen, da er sich weigerte, sich von seiner jüdischen Ehefrau scheiden zu lassen. Fortan durfte er an der Bühne nur noch mit Sondergenehmigungen auftreten, die bis 1943 immer mal wieder widerrufen wurden. Er stand 1944 in der Gottbegnadeten-Liste des Reichsministeriums für Volksaufklärung und Propaganda.
Ludwig kam in der Zeit des Ersten Weltkriegs zum Film. Nach einem ersten Versuch, bei dem er 1915 unter der Regie von Richard Oswald an der Seite von Rudolph und Joseph Schildkraut mitwirkte, sind Filme mit ihm zwischen 1919 und 1948 nachweisbar. Er trat in einer Reihe von stummen Komödien unter der Regie von Heinrich Bolten-Baeckers, der viele davon in seiner eigenen BB-Film Fabrikation (Berlin) auch produzierte, an der Seite von Charakterkomikern wie Konrad Dreher, Leo Peukert und Arnold Rieck in kleinen Rollen auf. Peukert führte bei einigen der Lustspiele auch Regie. Ludwig spielte Respektspersonen wie Minister, Aristokraten, Pastoren und Apotheker ebenso wie er subalterne Gestalten, Bahnwärter oder Gutsverwalter, zu charakterisieren wusste. Auch in der Tonfilmzeit konnte er diese Linie erfolgreich fortsetzen. Auffällig ist, dass er in Propagandafilmen des Dritten Reiches mehrfach als Ausländer besetzt wurde, z. B. als englischer Botschafter, englischer Offizier, amerikanischer Konzertbesucher oder als Major der russischen Wache. Kurz nach Kriegsende war Richard Ludwig nur noch zwei Mal im Film zu sehen. Er starb 1949 in seiner Wohnung in Berlin-Steglitz.
Ludwig war von 1909 bis zu seinem Tod mit Käthe, geb. Kohn, verheiratet.

## Filmografie

### Stummfilme
- 1915: Dämon und Mensch[7]
- 1919: Im Bahnwärterhäusl [Rolle: Bahnwärter Franz Fernhuber]
- 1919: Mein Leopold [Rolle: Leopold]
- 1920: Armer kleiner Pierrot
- 1920: Der Vorstadt-Caruso [Rolle: Anton Mückenfett]
- 1920: Doktor Klaus [Rolle: Max von Boden]
- 1920: Killemann hat 'nen Klaps [Rolle: Dr. Ernst Martini]
- 1920: Lolos Vater
- 1920: Lottchens Heirat [Rolle: Pastor Engelbrecht]
- 1920: Der Mann mit dem Affenkopf[8]
- 1921: Das kommt von der Liebe
- 1921: Professor Rehbein und sein Schüler (Regie Leo Peukert) [Rolle: Apotheker]
- 1921: Freie Bahn dem Tüchtigen [Rolle: Minister der Schönen Künste]
- 1921: Der Herr Impresario (Regie Leo Peukert)
- 1922: Schwarzwaldkinder (Regie Leo Peukert) [Rolle: Schröder, fürstlicher Gutsverwalter]
- 1922: Die Nacht in der Schwarzen Maus[9]
- 1922: Hotel zum goldenen Engel [Rolle: Lohmann, Hotelbesitzer]
- 1923: Gestörte Flitterwochen [Rolle: Felix]
- 1925: Der Herr ohne Wohnung [Rolle: Rechtsanwalt]
- 1925: Götz von Berlichingen zubenannt mit der eisernen Hand [Rolle: Graf Ravenstein][10]
- 1925: Im Strudel des Verkehrs. Ein Film für Jedermann (Regie Leo Peukert)

### Tonfilme
- 1930: Terra Melophon Magazin Nr. 1 (Episodenfilm) [Rolle: Zeichner]
- 1931: Ich bleib’ bei Dir, auch: Mary’s Start in die Ehe[11]
- 1934: Ich kenn’ dich nicht und liebe dich
- 1935: Barcarole [Rolle: Gast bei Fürst Lopuchin]
- 1936: Das Veilchen vom Potsdamer Platz [Rolle: Kriminalrat]
- 1936: Ein Hochzeitstraum
- 1936: Familienparade
- 1936: Schlußakkord [Rolle: Arzt]
- 1937: Andere Welt [Rolle: Kapitän]
- 1938: Das Geheimnis um Betty Bonn [Rolle: Kapitän des Rettungsdampfers]
- 1939: Bel Ami [Rolle: Butler]
- 1939: Flucht ins Dunkel
- 1939: Irrtum des Herzens
- 1940: Jud Süß
- 1940: Mädchen im Vorzimmer
- 1940: Seitensprünge
- 1941: Carl Peters [Rolle: Englischer Botschafter in Berlin]
- 1941: Spähtrupp Hallgarten [Rolle: Englischer Offizier]
- 1942: Geheimakte W.B.1 [Rolle: Major der russischen Wache]
- 1943: Der ewige Klang [Rolle: amerikanischer Zuhörer]
- 1946: Sag’ die Wahrheit [Rolle: Oberkellner Rudolf]
- 1948: Vor uns liegt das Leben[12] [Rolle: Antiquitätenhändler]